# Andie MacDowell
Rosalie Anderson „Andie“ MacDowell (* 21. dubna 1958 Gaffney, Jižní Karolína) je americká herečka.

## Životopis
Narodila se v Jižní Karolíně Paulině Johnstonové a Marionovi St. Pierre MacDowellovi jako nejmladší ze čtyř sester. Když jí bylo šest, rodiče se rozvedli, z její matky se stala alkoholička, v roce 1982 pak zemřela na infarkt myokardu. Ve dvaceti odešla z vysoké školy a začala pracovat jako modelka.
Svůj filmový debut si odbyla ve filmu Příběh Tarzana, pána opic, kde ji ale dabovala Glenn Close, protože měla silný jižanský akcent. Pak získala roli ve filmu Eliášův oheň, ale vypadalo to, že se její kariéra zastavila. V roce 1989 ji ale Steven Soderbergh obsadil do svého nezávislého filmu Sex, lži a video, který jí zajistil přízeň kritiky a vynesl jí další role ve filmech jako Zelená karta, Objekt krásy nebo Prostřihy. Jejími nejúspěšnějšími filmy jsou Na Hromnice o den více a Čtyři svatby a jeden pohřeb.
Byla dvakrát vdaná. Z prvního manželství má syna Justina a dcery Rainey a Sarah Margaret.

## Filmografie
| Rok       | Film/seriál                               | Role                               | Poznámky                                                                   |
| --------- | ----------------------------------------- | ---------------------------------- | -------------------------------------------------------------------------- |
| 1984      | Příběh Tarzana, pána opic                 | Jane Porterová                     |                                                                            |
| 1985      | Eliášův oheň                              | Dale Biberman                      |                                                                            |
| 1988      | Tajemství Sahary                          | Anthea                             |                                                                            |
| 1988      | Spenser: For Hire                         | Maggie                             | TV seriál, 1 epizoda (McAllister)                                          |
| 1989      | Sex, lži a video                          | Ann Bishop Mullany                 | nominace na Zlatý glóbus v kategorii Nejlepší herečka v dramatu            |
| 1990      | Zelená karta                              | Brontë                             | nominace Zlatý glóbus v kategorii Nejlepší herečka v komedii nebo muzikálu |
| 1991      | Objekt krásy                              | Tina                               |                                                                            |
| 1991      | Hudson Hawk                               | Anna Baragli                       |                                                                            |
| 1991      | Women & Men 2: In Love There Are No Rules | Emily Meadows                      |                                                                            |
| 1992      | Hráč                                      | Andie MacDowell                    |                                                                            |
| 1993      | Na Hromnice o den více                    | Rita Hansonová                     |                                                                            |
| 1993      | Ruby Cairo                                | Elizabeth 'Bessie' Faro/Ruby Cairo |                                                                            |
| 1993      | Prostřihy                                 | Ann Finnigan                       | zisk Zlatého glóbu v kategorii Nejlepší obsazení                           |
| 1994      | Čtyři svatby a jeden pohřeb               | Carrie                             | nominace Zlatý glóbus v kategorii Nejlepší herečka v komedii nebo muzikálu |
| 1994      | Pistolnice                                | Eileen Spenser                     |                                                                            |
| 1995      | Hrdinové mého dětství                     | Selma Lidz                         |                                                                            |
| 1996      | Jako vejce vejci                          | Laura Kinney                       |                                                                            |
| 1996      | Michael                                   | Dorothy Winters                    |                                                                            |
| 1997      | Linie násilí                              | Paige                              |                                                                            |
| 1998      | Otrok                                     | Trixie                             |                                                                            |
| 1999      | Cesta ke štěstí                           | Linda Palinski                     |                                                                            |
| 1999      | Muppeti z vesmíru                         | Shelley Snipes                     |                                                                            |
| 1999      | Múza                                      | Laura Phillips                     |                                                                            |
| 2000      | Harrisonovy květy                         | Sarah Lloyd                        |                                                                            |
| 2001      | Taková rodinná romance                    | Eugenie                            |                                                                            |
| 2001      | Na hraně                                  | Lisa                               |                                                                            |
| 2001      | Večeře u přátel                           | Karen                              |                                                                            |
| 2001      | Druhá míza                                | Kate Scales                        |                                                                            |
| 2002      | Jo                                        | Jo                                 |                                                                            |
| 2002      | Ginostra - mafie nespí, mlčí              | Jessie                             |                                                                            |
| 2003      | Advokáti                                  | Grace Chapman                      | TV seriál, 1 epizoda (Les Is More)                                         |
| 2005      | Poslední znamení                          | Kathy Macfarlane                   |                                                                            |
| 2005      | Salon krásy                               | Terri                              |                                                                            |
| 2005      | Autobusy mé sestry                        | Rachel Simon                       |                                                                            |
| 2005      | Dům na Tara Road                          | Marilyn                            |                                                                            |
| 2006      | Mezi námi zvířaty                         | slepice Etta                       | animovaný film / dabing                                                    |
| 2007      | Terapie jinak                             | Kelly                              |                                                                            |
| 2008      | The Prince of Motor City                  | Gertrude Hamilton                  |                                                                            |
| 2008      | Jedno jako druhý                          | Charlotte 'Lottie' Louise Du Bose  |                                                                            |
| 2009      | Šest žen Henryho Lefaye                   | Kate                               |                                                                            |
| 2010      | Živý nebo mrtvý?                          | Helen Kalahan                      |                                                                            |
| 2010      | The 5th Quarter                           | Maryanne Abbate                    |                                                                            |
| 2010      | Patricia Cornwell: V ohrožení             | Monique Lamont                     | TV film                                                                    |
| 2010      | Patricia Cornwell: Posedlost              | Monique Lamont                     | TV film                                                                    |
| 2010      | Happiness Runs                            | Victorova matka                    |                                                                            |
| 2010      | Národ snílků                              | Enid Goldberg                      |                                                                            |
| 2011      | Monte Carlo                               | Pam Bennett-Kelly                  |                                                                            |
| 2011      | Footloose: Tanec zakázán                  | Vi Moore                           |                                                                            |
| 2012      | Studio 30 Rock                            | Claire Williams                    | díl: „Leap Day“                                                            |
| 2012      | Mighty Fine                               | Stella Fine                        |                                                                            |
| 2012      | Jane by Design                            | Gray Chandler Murray               | hlavní role, 18 dílů                                                       |
| 2013–2015 | Cedar Cove                                | soudkyně Olivia Lockhart           | hlavní role, 36 dílů                                                       |
| 2013      | Přízraky zmizelé                          | Dr. Ghozland                       |                                                                            |
| 2013      | Cedar Cove Christmas                      | soudkyně Olivia Lockhart           | TV film                                                                    |
| 2015      | Bez kalhot XXL                            | Nancy Davidson                     |                                                                            |
| 2016      | Snadrach                                  | paní Dabneyová                     |                                                                            |
| 2017      | Trial & Error                             | Margaret Henderson                 | díl: „Chapter 13: The Verdict“                                             |
| 2017      | Láska za láskou                           | Suzanne                            |                                                                            |
| 2017      | Hrdinové ohně                             | Marvel Steinbrink                  |                                                                            |
| 2017      | RuPul's Drag Race                         | samu sebe/portoce                  | 9. řada, 11, díl                                                           |
| 2017      | At Home in Mitford                        | Cynthia Coppersmith                | TV film                                                                    |
| 2017      | Christmas Inheritance                     | Debbie Collins                     | TV film                                                                    |
| 2018      | The Beach House                           | Lovie Rudland                      | TV film                                                                    |
| 2018      | Paper Year                                | Joanne Winters                     |                                                                            |
| 2019      | Cuckoo                                    | Ivy Mittlefart                     | hlavní role (5. řada)                                                      |
| 2019      | The Last Laugh                            | Doris Lovejoy                      |                                                                            |
| 2019      | One Red Nose and A Wedding                | Carrie                             | TV krátkometrážní film                                                     |
| 2019      | Four Weddings and a Funeral               | paní Howardová                     | minisérie, 1 epizoda (We Broke)                                            |
| 2019      | Krvavá nevěsta                            | Becky Le Domas                     |                                                                            |
| 2020      | Dashing in December                       | Deb Burwall                        | TV film                                                                    |
| 2021      | No Man's Land                             | Monica Greer                       |                                                                            |
| 2021      | Maid                                      | Paula Langley                      | TV minisérie, 10 epizod                                                    |
| 2022      | Along for the Ride                        | Victoria                           |                                                                            |
| 2022      | Good Girl Jane                            | Ruth Rosen                         |                                                                            |
| 2023      | My Happy Ending                           | Julia                              |                                                                            |
| 2023      | The Other Zoey                            | Connie MacLaren                    |                                                                            |
| 2024      | Red Right Hand                            | Big Cat                            |                                                                            |
| 2024      | Goodrich                                  | Ann Goodrich                       |                                                                            |
| 2024      | A Sudden Case of Christmas                | Rose                               |                                                                            |